# Wilhelm Frimann Koren Christie (1885-1956)
Pour les articles homonymes, voir Wilhelm Frimann Koren Christie.
Wilhelm Frimann Koren Christie (9 janvier 1885 – 1er décembre 1956) est un juriste norvégien et un collaborateur de l’Occupation allemande durant la Seconde Guerre mondiale.

## Biographie
Dans les années 1930, il fut le chef du parti fasciste norvégien Nasjonal Samling.